# 臺東洞洞館
臺東洞洞館，原名舊臺東稅捐處，是臺灣臺東具有特色的本土現代主義建築。該建築位於臺東市市區，面積約1400坪，由當地的建築工作者呂阿玉設計。使用大量的空心花磚（水泥預鑄類材料）與遮陽板，並以低矮的白色水平外觀搭配垂直遮陽板搭配點點分明的洞洞，不但因地制宜適應熱帶氣候高溫多雨的氣候，其現代建築的風格也頗有現代主義前衛感。2014年遭台東縣府以BOT案販售國有地興建飯店為名，在申請程序時遭不當拆除。

## 歷史
洞洞館完工於1962年2月28日，耗資新臺幣210萬元，是當時臺東最大的公共建築工程之一。該館原為臺東縣稅捐稽徵處（2008年改為臺東縣稅務局）辦公建築。1999年臺東縣稅捐稽徵處遷移後，該建築閒置；後來由臺東縣警察局和臺東縣消防局使用，並曾考慮做為青年旅館等再利用計劃，但皆未付諸實行。2014年，臺東縣政府準備將該地低價租給飯店業者建造大型酒店，目前隨時面臨拆毀的命運。
該建築設計者呂阿玉為臺東縣政府公務員，曾任臺東縣政府都市計畫課課長和臺東市公所工務課課長等職務，其於公務之餘也接攬民間或公共建築設計工作，但本身並無建築師執照，故其作品皆以合格建築師為名對外公告。但其留下相當多具特色的現代主義建築作品，如舊臺東縣議會大樓即為一例。

## 特色
主條目：呂阿玉
洞洞館是台東市二戰後最早的大型公共建築之一。為了適應陽光普照的熱帶氣候，使用遮陽板和空心磚作為外觀裝飾，內部則為辦公樓結構。其空心花磚（水泥預鑄類材料）使用「※」字挖洞造型，亦為該建築別具辨識感的特徵。建築內種滿各種藤蔓與樹木植被，因時間夠長，與建築結合在一起。
該建築鄰近市區地標鯉魚山，相互搭配，也成為當地特色地標建築物之一。

## 拆除爭議
臺東縣政府於2013年將該地公開招標，計劃興建大型觀光娛樂設施，並於當年12月6日與承泰國際投資公司簽約，計劃於隔年動工建造十層樓的四星級豪華酒店。
臺東洞洞館為市區中較具歷史的現代公共建築，但此拆除案縣府的決策卻相當草率：不但大型建案招標到簽約之間的過程幾乎未曾披露，也未考慮到市區旅館早已飽和與空間美感等現實條件，卻以平均每坪每年1000元新臺幣的低廉價格。將該地長期承租給得標廠商，不免引起諸多質疑。2014年2月民間團體招開公開討論會，並發起反對拆除的網路連署，希望阻止洞洞館被拆除的命運。
2014年3月12日，提出歷史建築申請，當日下午飯店業者拆除人員及趕到現場拆除，劉櫂豪立委等人招開保存記者會，要求縣府重視歷史建築價值。隔日，3月13日清晨，該飯店遭到飯店業者的拆除人員開怪手拆除。

## 後續
洞洞館拆除後，引起民間反彈。劉櫂豪立委辦公室與議長饒慶鈴縣議長辦公室分別提出臺東縣議會舊址歷史建築申請案。5月15日，縣政府通過臺東縣議會舊址為歷史建築。

## 相關連結
- 即將丟進焚化爐的重要城市記憶：舊台東稅捐處[永久]
- 台東的前輩建築師 呂阿玉[永久]